# Mačiansky presyp
Mačiansky presyp je přírodní památka v katastrálním území obce Malá Mača v okrese Galanta v Trnavském kraji na Slovensku. Území bylo vyhlášeno v roce 1973 a jeho rozloha je 1,28 hektaru. Předmětem ochrany je jeden z posledních dobře zachovaných písečných přesypů v okrese Galanta.